# 张坦熊
张坦熊（1679年—1761年），字男祥，一作字详男，号郎湖，湖北省漢陽縣豐樂里人（今武汉市东西湖区柏泉办事处），汉阳张氏，清朝政治人物、舉人出身。张坦麟之弟。

## 生平
清朝康熙五十年（1711年）湖北鄉試中舉。擔任浙江桐庐县知縣，後調任仁和縣知縣，任内处事果敢，受到官员与民众推举。雍正四年（1726年）十二月保送引见。同年十一月二十日，浙江巡抚李卫上奏雍正帝请求开发玉环地区。雍正五年三月，张坦熊出任太平县（今温岭）知县兼理玉环垦务。他上任后招募周围各县民众进行土地开垦，并获得七万亩土地，此外兴水利、报科则、设仓储、并建立城垣。雍正六年（1728年）六月初九，设置玉环厅治，隶属于温州府，张坦熊担任首任同知。雍正八年，他主持继续修筑楚门与玉环厅城。因功升任台州府知府，不久转任天津道。乾隆三年（1738年），升任云南按察使，署理云南布政使、护理云南巡抚。乾隆十六年（1751年），辭職歸鄉。著有《玉环厅志》、《湖北通志》。
同治三年（1864）年玉环厅同知张文藻到环山书院讲堂后侧建张公祠。光绪五年（1879年）奉旨入祀玉环厅学宫名宦祠。有子张芸，雍正十年举人。